# Raúl Zamorano Sánchez
Raúl Zamorano Sánchez (Madrid, Comunidad de Madrid, España, 2 de mayo de 1986) es un árbitro de baloncesto español de la liga ACB. Pertenece al Comité de Árbitros de la Comunidad de Madrid.

## Trayectoria
Es el menor de dos hermanos. Destacó de pequeño en su colegio por su habilidad en los deportes, donde se caracterizaba por el uso de su mano izquierda.
Cursó estudios de ingeniería aeronáutica, profesión que compagina con su actividad arbitral en Liga ACB, competición que dirige desde la temporada 2015-16.

### Lesión
El 9 de octubre de 2016, dirigiendo el Montakit Fuenlabrada - Unicaja, sufrió una rotura fibrilar en los isquiotibiales durante el transcurso del encuentro. El colegiado se hizo daño cuando corría para seguir una jugada durante el arranque del último cuarto, momento en el cual se tuvo que tirar al suelo y fue retirado para ser atendido por los sanitarios del club fuenlabreño.

### Internacional
Fue designado, junto a Jordi Aliaga Solé, para asistir al curso de árbitro internacional FIBA que celebra entre los días 14 y 18 de marzo de 2018 en la localidad húngara de Szekesfehervar, donde los 18 árbitros participantes dirigen encuentros del Eybl Central European U20 & U16 playoffs.

## Temporadas
| Categoría        | País   | Año               |
| ---------------- | ------ | ----------------- |
| Categorías bases | España | 2003 - 2015       |
| Liga ACB         | España | 2015 - Actualidad |